# 亨迪斯格羅夫 (加利福尼亞州)
亨迪格羅夫（英語：Hendy Grove）是位於美國加利福尼亞州門多西諾縣的一個非建制地區。該地的面積和人口皆未知。

## 地理
亨迪格羅夫的座標為39°04′37″N 123°27′49″W / 39.07694°N 123.46361°W，而該地的平均海拔高度為58米（即190英尺）。